# 이승엽 (1984년)
이승엽(李承燁, 1984년 3월 20일~)은 대한민국의 아이스하키 선수이다. 안양 한라 소속으로 뛰었으며, 대한민국 국가대표팀 선수로도 활동했다.

## 국가대표팀 경력
2002년 2002년 세계 U-18 선수권 대회 디비전 3에 참가해 U-18 대표팀의 우승에 기여했다. 2004년에는 대한민국 U-20 대표팀의 일원으로 2004년 세계 주니어 선수권 대회 디비전2에서 우승했다. 
2012년에 처음 대한민국 대표팀에 발탁되어 2012년과 2013년 세계 선수권 대회 디비전 1에 참가했다. 또한 2012년 11월에 열린 2014년 동계 올림픽 참가 예선 토너먼트에 참가했다.